# Верхняя Дырпа
Верхняя Дырпа — деревня в Кезском районе Удмуртской республики.

## География
Находится в северо-восточной части Удмуртии на расстоянии приблизительно 24 км на северо-запад по прямой от районного центра поселка Кез.

## История
Известна с 1873 года как починок Юмыжской (Дырпи починка) с 3 дворами. В 1905 году (Верх-Дырпинский или Сергейпи) учтено 19 дворов, в 1924 (Верх-Дырпа) — 15. Деревня с 1932 года, настоящее название с 1971 года. До 2021 года входила в состав Большеолыпского сельского поселения.

## Население
Постоянное население составляло 23 человека (1873 год), 138 (1905), 115 (1924), 59 человек в 2002 году (удмурты 97 %), 31 в 2012.